# ديك كلافيرديك
ديك كلافيرديك (1946 - 2020)، هو سياسي هولندي ينتمي لحزب النداء الديمقراطي المسيحي. شغل منصب محافظ مدينة آرنم بين عامي 1985-1988، ومنصب عمدة مدينة بيرخن (ليمبورخ) بين 1988-2011.
هو من مواليد مدينة بريدا يوم 22 أكتوبر 1946 - وتوفي يوم 26 يوليو 2020 في قرية نيو بيرغن.